# Kuorevesi (sjö i Finland)
Kuorevesi är en sjö i Finland. Den ligger i kommunerna Jämsä och Mänttä-Filpula i landskapen Mellersta Finland och Birkaland, i den södra delen av landet, 200 km norr om huvudstaden Helsingfors. Kuorevesi ligger 98,9 meter över havet. Den är 46,3 meter djup. Arean är 23,8 kvadratkilometer och strandlinjen är 172,32 kilometer lång. Sjön  ingår i Kumo älvs huvudavrinningsområde.   I omgivningarna runt Kuorevesi växer i huvudsak blandskog. Den sträcker sig 15,9 kilometer i nord-sydlig riktning, och 12,9 kilometer i öst-västlig riktning.
I övrigt finns följande i Kuorevesi:
- Honkasaari (en ö)
- Vohlasaari (en ö)
- Kukkulasaari (en ö)
- Kaunissaari (en ö)
- Lehmisaari (en ö)
- Vohlisaari (en ö)
- Nikkilänsaari (en ö)
- Pirjonsaari (en ö)
- Majakallio (en ö)
- Rajasaari (en ö)
- Leposaari (en ö)
- Näätäsaari (en ö)
- Akkasaari (en ö)
- Hevossaari (en ö)
- Penikkasaari (en ö)
- Papinkivi (en ö)
- Riuttasaaret (en ö)
- Kovionsaari (en ö)
- Porilaissaari (en ö)
- Särkänluoto (en ö)
- Kivisaari (en ö)
- Näpinsaari (en ö)
- Mäntysaari (en ö)
- Maarikainen (en ö)
- Säynäänsaari (en ö)
- Keskinen (en ö)
- Nuottasaari (en ö)
- Tiiriluodot (en ö)
- Kuoresalo (en ö)
- Miekkasaari (en ö)
- Kahilasaari (en ö)
- Kurransaari (en ö)
- Selkisaari (en ö)
- Kirkkokarit (en ö)
- Kirrisaari (en ö)
- Kurkiluoto (en ö)
- Kukkosaari (en ö)
- Pieskansaari (en ö)
- Laakkokivi (en ö)
- Taavetinsaari (en ö)

I övrigt finns följande vid Iso Rautavesi:
- Monninniemi (en halvö)

Följande samhällen ligger vid Kuorevesi:
- Mänttä (6 459 invånare)